# Yunshan Lu
Yunshan Lu (chiń. 云山路站) – stacja początkowa metra w Szanghaju, na linii 6. Zlokalizowana jest pomiędzy stacjami Jinqiao Lu i Deping Lu. Została otwarta 29 grudnia 2007.